# シュレック・ザ・ミュージカル
『シュレック・ザ・ミュージカル』は、ジニーン・テソーリ作曲、デヴィッド・リンゼイ＝アベアー脚本・作詞のミュージカルである。2001年に公開されたドリームワークス・アニメーションの映画『シュレック』と、その続編『シュレック2』『シュレック フォーエバー』、ウィリアム・スタイグの1990年の著書『みにくいシュレック』が原作になっている。シアトルでのトライアウト公演を経て、2008年12月にブロードウェイのオリジナル版が開幕し、2010年1月に12ヶ月以上のロングランを経て幕を閉じた。その後、2010年に開幕した全米ツアーに続き、2011年6月から2013年2月にかけてウエスト・エンドで再演された。
ラジカル・メディアが撮影したブロードウェイ公演の映像は、北米で2013年10月15日、イギリスで2013年12月2日にDVD、ブルーレイ、デジタルダウンロードで発売された。2013年12月よりNetflixでデジタル版の配信が開始された。

## ストーリー

### 第1幕
2人のオーガの両親は、7歳の息子であるシュレックを家から出し、生活のために世に送り出す。その容姿のせいで、世間から疎まれ、死ぬ間際に見るのは暴徒たちの怒りだと忠告される。数年後、袂を分かった成長したシュレックは、沼地で1人満足に暮らしていた（「Big, Bright, Beautiful World」）。しかし、彼の土地におとぎ話の住人たちの難民キャラバンが現れ、彼の孤独は崩壊してしまう。彼らは、邪悪なファークワード卿の命令でデュロックから追放され、変人であることを理由に流刑に処され、もし戻ってきたら死の罰があると説明する（「Story of my Life」）。迷いながらも、シュレックはピノキオたちに励まされながら、ファークワード卿に会いに行き、沼を取り戻そうと決心する（「The Goodbye Song」）。
その道中、シュレックはおしゃべりなドンキーをファークワード卿の護衛から助ける。シュレックを助けたお礼に、ドンキーはシュレックにデュロックへの道を教えるために同行すると言い出し、シュレックは渋々それに同意する（「Don't Let Me Go」）。
一方、デュロックでは、ファークワード卿がジンジャーブレッドマンを拷問して、まだ自分の王国に隠れている他のおとぎ話の住人たちの居場所を吐かせて、彼らも逮捕させようとしている。ジンジャーブレッドマンが知っていることを明かそうとしたその時、衛兵隊長がやってきて、「魔法の鏡」を見つけたと報告する。ファークワード卿は鏡に、デュロックが最も完璧な王国なのかと尋ねた。鏡は、自分はまだ本当の王ではないが、姫と結婚すれば王になれると告げた。今回の「This Is Your Wife」（「The Dating Game」のパロディ）では、ファークワード卿が選ぶ3人の姫、シンデレラ、白雪姫、フィオナを鏡が紹介し、子分のセロニアスの提案で、ファークワード卿はフィオナを選ぶが、彼女は現在溶岩に囲まれ火を吐く恐ろしいドラゴンに守られた城に閉じ込められている。これを任務として引き受けたファークワード卿は、彼女と結婚して王になることを決意し、どの騎士が、鏡が彼女の夜の様子を伝える前にフィオナを取り戻す旅に出るにふさわしいか、くじ引きの計画を立てるために奔走する。そして、「鏡」は観客にフィオナの幼少期の物語を見せる。
7歳のフィオナは、絵本に書かれているように、いつか自分を塔から救い出し、「真実の愛のキス」で謎の呪いを解いてくれる勇敢な騎士を夢見ている。ティーンエイジャー、そして強気な女性へと成長するにつれ、彼女は少々おかしくなっていくが、決しておとぎ話への信頼は失わない（「I Know It's Today」）。
シュレックとドンキーはデュロックに到着し、ファークワード卿は陽気なクッキーカットのデュロック・ダンサーズを従えて、自分の王国への愛を表現する（「What's Up Duloc?」）。2人はファークワード卿に近づき、シュレックの大きさと外見に感心される。ファークワード卿は、シュレックにフィオナを救出するよう要求し、その見返りとして、シュレックに自分の沼地の証書を与える。
シュレックはドンキーに腹を立てながら、フィオナを探す旅に出る（「Travel Song」）。シュレックは古びた橋を渡り、城に到着すると、フィオナを助けるために1人で出発する。一方、ドンキーはドラゴンに出会い、最初は自分を食べようとしていたが、ドンキーが彼女を魅了することに成功すると、彼を自分のものにして助けることにする（「Donkey Pot Pie」/「Forever」）。シュレックはフィオナを見つけると、彼女が望むロマンチックな救出シーンを演じようとしない彼に腹を立て、力づくで彼女を引きずり出す（「This is How a Dream Comes True」）。ドンキーと再会した2人は、怒ったドラゴンと骸骨の手下に追われながら、3人で脱出を試みる。シュレックがドラゴンを捕らえ、2人は安全な地点にたどり着く。
フィオナは、シュレックの正体を明かすよう主張し、彼女の救い主が物語に登場する王子様ではなく、オーガであることに衝撃を受ける。シュレックは、自分は彼女の王者に過ぎず、代わりにファークワード卿と結婚するのだと説明する。3人はデュロックへの帰路につくが、日が暮れ始めるとフィオナは不安に駆られる。彼女は一晩休んで、近くの洞窟で一人で過ごすと言い出す。ドンキーとシュレックは起きたままで、ドンキーはシュレックに、もうオーガにならなくていいなら、誰になるかと聞く。シュレックがドンキーに「なりたい自分」を打ち明けると、フィオナが呪いによって日没後にオーガに変身することが明らかになり、1人離れて聞いているうちに、シュレックの気持ちに共感する（「Who I'd Be」）。

### 第2幕
翌日、フィオナは早起きして青い鳥と歌い、鹿と踊る（鳥は爆発させ、鹿は崖から投げ落とす）。そしてハーメルンの笛吹き男のネズミ退治を手伝う（「Morning Person」）。シュレックは、花婿になる男について微妙なヒントを与えようとしたり（「ファークワード卿のような男は不足している」、「彼は世間話がとても上手だ」など）、彼女の悲惨な子供時代を嘲笑したりして、彼女の気分を悪くさせる。2人は、相手の裏話に負けないようにと勝負を始めるが、結局はそれぞれの過去が明らかになってしまう（「I Think I Got You Beat」）。親に捨てられたという共通点と、醜い体の音が好きという共通点から、友情が芽生える。
デュロックに戻ったファークワード卿は、浴槽で結婚式の準備をしていたが、「魔法の鏡」がファークワード卿に父親を招待するよう主張し、ファークワード卿が拒否して、子供の頃に父親に森に捨てられたことを説明し、自らの汚れた遺産を明かす（「The Ballad of Farquaad」）。
シュレックとフィオナの仲が深まり、恋が芽生えた頃、ドンキーはスリー・ブラインド・マイスの助けを借りて、シュレックが勇気を出してフィオナと恋仲になることを主張する（「Make a Move」）。シュレックは、ようやく苛立ちや保護の殻を破り始めたフィオナに、自分の気持ちを説明する言葉を探そうとする（「When Words Fail」）。
シュレックがフィオナのために花を探しに出かけている間、ドンキーはフィオナが夜になるとオーガになることを発見し、彼女は子供の頃に呪いをかけられ、そのために塔に閉じこめられたことを告白する。恋人のキスで元の姿に戻り、ドンキーに「絶対に言わないで」と頼む。シュレックは、フィオナが自分のことを醜い獣と言ったのを誤解し、自分のことを言っているのだと思い込んでしまう。彼女の意見に傷ついたシュレックは、その場を立ち去ってしまう。
翌日、人間の姿に戻ったフィオナは、シュレックに呪いのことを話すことにする（「Morning Person (Reprise)」）。しかし、シュレックの「醜い獣」が耳に入り、フィオナの誤解を招いてしまう。そして、ファークワード卿はフィオナを迎えるために到着し、彼はおとぎ話の生き物の沼を明け渡し、今再びシュレックに属していることを伝える。フィオナはファークワード卿にあまり良い印象を抱いていなかったが、彼との結婚に同意し、日没前に結婚式を挙げることを強く勧める。ファークワード卿とフィオナが馬でデュロックに戻ると、ドンキーはシュレックに誤解を説明しようとするが（シュレックは怒って動揺して聞いてくれない）、シュレックも拒絶し、自分は1人で沼地に戻り、壁を築いて世界から身を隠すと宣言する（「Build a Wall」）。
一方、おとぎ話の住人たちは、沼地からの移転を余儀なくされたため、彼らの新しい住処となる埋立地に向かっているところであった。しかし、シュレックが約束を破ったことを受け、ジンジャーブレッドマンはファークワード卿の仕打ちに耐えられないとわめく。そして、ファークワード卿の支配に対するクーデターを起こすために、他のおとぎ話の住人たちを結集させた。しかし、仲間を殺されたくないピノキオは（デュロックには戻れないことを思い出し）、本当の少年になることを願いつつ、このまますべてがよくなるのを待つようにと提案するのだった。ピノキオの態度に憤慨したジンジャーブレッドマンは、デモに参加するよう説得し、彼らが皆、自分を受け入れているように、自分も受け入れるようにと鼓舞する。彼らは新たな自信と力を得て、いじめる相手に「フリークフラッグ」を高く掲げると宣言する（「Freak Flag」）。仲間を超え、家族になったことを実感したピノキオは、今度はファークワード卿打倒のために一味を率いてデュロックに帰っていく。
シュレックは再び自分だけの沼に戻ったが、フィオナに会えなくて寂しい思いを抱いている。そこにドンキーが現れ、沼の半分を石の玉で封鎖しようとするが、シュレックはこれをはねつける。一方、ドンキーはシュレックのフィオナを追い出してしまうほどの引っ込み思案で頑固な性格を怒る。怒ったシュレックは、前の晩に彼女が恐ろしい生き物について話しているのを聞いたと明かすと、ドンキーは自分のことではなく、「他の誰か」のことを話していたと反論する。混乱したシュレックが誰なのか尋ねると、約束を守りたいドンキーは、それでもシュレックに逆らい、話すことを拒否する。シュレックが謝って友好関係を広げると、ドンキーは彼を許す。その後、2人はデュロックに戻り、ファークワード卿がフィオナにキスする前にシュレックがこの結婚に反対し、フィオナはシュレックと話をさせるように説得する。シュレックはついにフィオナへの想いを伝える言葉を見つけ、愛の告白をする（「Big Bright Beautiful World (Reprise)」）。しかし、彼の愛の宣言はファークワード卿に嘲笑される。愛と呪いを解きたいという思いの間で、フィオナはこの出来事から逃れようとする。その時、おとぎ話の住人たちが結婚式に乱入し、追放に抗議する。また、七人の小人の一人であるグランピーも同行しており、彼はファークワード卿の父親であり、28歳の時に地下室から出ようとしないファークワード卿を追い出し、ファークワード卿が同様に変人であることを明らかにする。その最中、太陽が沈み、フィオナは皆の前でオーガと化してしまう。ファークワード卿は、その変化に激怒し、嫌悪感を抱き、シュレックをおとぎ話の住人たちと一緒に引き連れて四つ裂きにし、フィオナを彼女の塔に追放するよう命令する。ファークワード卿が新しい王を宣言すると、シュレックはドラゴンに口笛を吹く。そして、ドラゴンはドンキーと一緒に窓を突き破り、ファークワード卿を炎の息で焼き払った。
ファークワード卿が死に、シュレックとフィオナは互いへの愛を認め、真の愛のキスをする。フィオナの呪いが解け、本来の姿である「オーガ」になる。最初は自分の容姿を恥じていたが、シュレックは「それでも美しい」と宣言する。2人のオーガは、ドンキー、ドラゴン、おとぎ話の住人たちとともに、ファークワード卿の支配からの解放を祝い、新しい生活を始める（「This Is Our Story」）。最後は、シュレックとフィオナが（ドンキーとドラゴンの協力で）結婚式の後のパーティーを開催するのである（「I'm A Believer」）。

## キャスト

### 海外公演
| キャラクター           | シアトルトライアウト2008年       | ブロードウェイ2008年                                     | 全米ツアー2010年           | ウエスト・エンド2011年                                         | イギリスツアー2014年       |
| ---------------------- | -------------------------------- | -------------------------------------------------------- | -------------------------- | -------------------------------------------------------------- | -------------------------- |
| シュレック             | ブライアン・ダーシー・ジェームズ | ブライアン・ダーシー・ジェームズ                         | エリック・ピーターセン     | ナイジェル・リンゼイ                                           | ディーン・チスナル         |
| フィオナ               | サットン・フォスター             | サットン・フォスター                                     | ヘイヴン・バートン         | アマンダ・ホールデンキンバリー・ウォルシュカーリー・ステンソン | フェイ・ブルックス         |
| ドンキー               | チェスター・グレゴリー           | ダニエル・ブレーカー                                     | アラン・ミンゴ・ジュニア   | リチャード・ブラックウッド                                     | イドリス・カルグボ         |
| ファークアード卿       | クリストファー・シーバー         | クリストファー・シーバー                                 | デイビット・F・M・ヴォーン | ナイジェル・ハーマン                                           | ジェラルド・キャリー       |
| ピノキオ               | ジョン・タータグリア             | ジョン・タータグリア                                     | ブレイクリー・スレイボー   | ジョナサン・スチュワート                                       | ウィル・ハスウェル         |
| ドラゴン               | ケシア・ルイス・エバンス         | ヘイヴン・バートンアイミー・ガルシアレイチェル・スターン | キャリー・コンペール       | ランディ・オシノヲ                                             | キャンディス・ファーバート |
| ジンジャーブレッドマン | ヘイヴン・バートン               | ヘイヴン・バートン                                       | アイミー・ガルシア         | アリス・ファーン                                               | ニッキー・ベントレー       |

### 日本トライアウト公演
- シュレック: spi、鎌田誠樹（8月25日 - 28日）
- フィオナ: 福田えり
- ドンキー: 吉田純也
- ファークアード卿: 泉見洋平
- ジンジャーブレッドマン、魔女: 岡村さやか
- ドラゴン、ママベアー: 須藤香菜
- ピノキオ: 新里宏太
- オオカミ: 鎌田誠樹、岩﨑巧馬（8月25日 - 28日）
- セロニアス、パパドア―フ: 鈴木たけゆき
- みにくいアヒルの子、スリー・ブラインド・マイス: 熊澤沙穂
- 3匹のこぶた、デュロック、他: 岩﨑巧馬、大井新生、澤田真里愛（澤田はスリー・ブラインド・マイスも兼任）
- ピーターパン、スリー・ブラインド・マイス、ティーンフィオナ: 石田彩夏
- デュロックの兵士: 大村真佑
- ヤングフィオナ、ヤングシュレック、子熊: 小金花奈、矢山花（Wキャスト）

## 製作
リンゼイ＝アベアーとジェイソン・ムーア（演出）が2002年に製作を開始し、2004年からテソーリがチームに加わった。2007年8月10日に行われた朗読会では、シュレック役にステファン・クレイマー・グリックマン、フィオナ役にセリア・キーナン・ボルジャー、ドンキー役にロバート・L・デイー・ジュニア、ファークアード卿役にクリストファー・シーバーが出演した。

### シアトル・プレミア（2008年）
シアトルの5番街劇場で行われたトライアウト公演で開幕した。2008年8月14日にプレビューを開始し、9月10日に初日を迎えた。批評家からは概ね好評を博し、数少ない「心のこもった」映画から舞台への翻案として挙げられた。主要キャストは、シュレック役のブライアン・ダーシー・ジェームズ、フィオナ役のサットン・フォスター、ファークアード卿役のクリストファー・シーバー、ドンキー役のチェスター・グレゴリー、ピノキオ役のジョン・タータグリア、ドラゴン役のケチア・ルイス・エヴァンズなどである。
プレビューの際、「I Could Get Used to This」は「Don't Let Me Go」に、「Let Her In」は「Make a Move」に差し替えられた。また、予告編では、フィオナの「醜い獣と一緒にいる」という誤解を招く発言をシュレックが耳にした後、「Who I'd Be」が短く再演され、「Build a Wall」へと繋がった。これはカットされ、「Build a Wall」は「Morning Person (Reprise)」の後に差し替えられた。その後、「Build a Wall」はトライアウト公演でカットされたが、本番終了間際に再登場した。

### ブロードウェイ公演（2008年 - 2010年）
大幅な変更を加えた後、2008年11月8日にブロードウェイ・シアターでプレビューを開始し、12月14日に開幕した。シュレック役のダーシー・ジェームズ、フィオナ役のフォスター、ファークアード役のシーバー、ピノキオ役のタータグリアが出演した。グレゴリーはドンキー役にふさわしくないとクリエイティブチームが考えたため、ダニエル・ブレイカーがドンキー役を引き継いだ。ドラゴンの声は、ソリストではなく、カンパニーメンバーのヘイブン・バートン、アイミー・ガルシア、レイチェル・スターンが担当した。シアトルでドラゴンを演じたケシア・ルイス・エヴァンスは、ショーのアンサンブルに参加するオファーを受けたが、辞退した。ベン・クロフォードは、ダーシー・ジェームズに代わって最後の数か月の公演に参加するまで、シュレックのスタンバイ役を務めていた。
2009年10月2日、観客の退場時に演奏された曲「I'm a Believer」がスコアに追加され、公演の最後にカンパニー全体で歌われた。
ブロードウェイ公演では、ミュージカル作品賞をはじめ、ダーシー・ジェームズ、フォスター、シーバーが演技賞を受賞するなど、合計12部門でドラマ・デスク・アワード、8部門でトニー賞にノミネートされた。トニー賞では、オープニングのナンバーメドレーでキャスト全員が「Freak Flag」の一部を演奏し、その後、ダーシー・ジェームズ、フォスター、ブレイカーがシーバーたちを紹介した。
ブロードウェイでの上演は、441回の公演と37回のプレビューを経て、2010年1月3日に幕を閉じた。当時、ブロードウェイで公開されたミュージカルの中で最も高額な作品のひとつで、推定2,500万ドルが投じられた。概ね好評だったものの、初期投資額を回収することはできなかった。その後、ツアー用に大幅なアレンジが加えられた。

### 全米ツアー
北米での全国ツアーは、2010年7月13日にシカゴのキャデラック・パレス劇場でプレビューを開始し、7月25日に開幕した。ブロードウェイのクリエイティブ・チームの変更に伴い、ロブ・アシュフォードが共同監督を務めた。4人のパペッターが25フィートの新しいパペットの動きをコントロールし、1人のボーカリストが舞台袖で声をあてる、まったく新しいドラゴンがデビューした。この件に関して、セットデザイナーのティム・ハトリーは「最も大きな変化は、ドラゴンです。ブロードウェイのパペットと魂のトリオとは異なるクリーチャーになりますが、最終的にはうまくいったと思います」と述べている。また、このツアーでは、ブロードウェイのものから、新しいオープニング、新曲、改良されたイリュージョンが用意されている。
今回のツアーでは、「Donkey Pot Pie」に代わって、ドラゴンが歌う「Forever」という新曲が追加されるなど、多くの変更が加えられた。
オリジナルのツアーキャストは、シュレック役のエリック・ピーターセン、フィオナ役のヘイブン・バートン、ドンキー役のアラン・ミンゴ・ジュニア、ファークワッド卿役のデヴィッド・F・M・ヴォーンであった。キャリー・コンパーがドラゴンを演じ、ブレイクリー・スレイボーがピノキオを演じた。ファークワッド卿役には当初トッド・ブオノパネが起用されていたが、開幕前にヴォーンに交代した。2011年7月31日にロサンゼルスのパンテージ・シアターで最終公演を行い、9月のノンエクイティ・ツアーに臨んだ。
2011年9月9日、ワシントン州ヤキマのキャピトル・シアターで、非出資者のキャストによる2度目の北米ツアーを開始した。メリット・デイビット・ジェーンズはファークアード卿として登場した。ツアーは2011年9月13日、オレゴン州ポートランドで正式に開幕した。このツアーは2012年4月29日までアメリカで行われ、最終公演はミズーリ州スプリングフィールドで行われた後、アジアで公演された。
2012年10月5日、アラスカ州アンカレッジを皮切りに、2013年4月7日、ネバダ州リノで開催された第2回ノンエクィティヴ・ツアーで幕を閉じた。

### ウエストエンド公演（2011年 - 2013年）
2011年5月6日、新たに改良された縮小版が、ウエスト・エンドのドゥルリーレーン・シアター・ロイヤルで開幕した。シュレック役のナイジェル・リンゼイ、ドンキー役のリチャード・ブラックウッド、ファークアード卿役のナイジェル・ハーマン、フィオナ役のアマンダ・ホールデンが主要キャストを務めた。ランディ・オシノヲがドラゴンを演じ、ジョナサン・スチュワートがピノキオを演じた。2011年6月14日、公式オープニングナイトが開催された。批評家の多くは、本作に好意的で、特にハーマンの演技を「ヒステリックに面白い」と賞賛した。
2012年ローレンス・オリヴィエ賞では、最優秀新作ミュージカル賞、リンゼイ主演男優賞、ハーマン助演男優賞、ティム・ハトリー衣装デザイン賞の計4部門にノミネートされた。ハーマンはファークワッド卿役でミュージカル助演男優賞を受賞した。受賞式では、アンサンブルキャストが「Freak Flag」を披露した。
ホールデンが妊娠を発表した2011年10月5日からは、イギリスのポップグループ、ガールズ・アラウドのキンバリー・ウォルシュがフィオナ役を引き継いだ。2012年2月29日、リンジーとハーマンの後任として、ディーン・チスナルとニール・マクダーモットがそれぞれシュレックとファークァード卿を演じた。その後、2012年5月23日からカーリー・ステンソンがフィオナを演じた。
ロンドン公演は、715回の公演を経て、2013年2月24日に幕を閉じた。プロデューサーは、2014年にイギリス全土で『シュレック』をツアーする計画を発表した。

### ブラジルツアー（2012年 - 2014年）
2012年11月にリオデジャネイロのジョアン・カエターノ劇場でブラジル公演が開幕した。その後、2013年にサンパウロで開催された後、全国を巡回した。主要キャストは、シュレック役のジエゴ・ルリ、フィオナ役のサラ・サーレス（リオ）とジュリア・ナドルス（サンパウロ）、ドンキー役のロドリゴ・サンタナ、ファークワッド卿役のマルセル・オクタビオ（リオデジャネイロ）とフェリペ・タヴォーロ（サンパウロ）、ドラゴン役のカミラ・ブラウンナ、ピノキオ役のルーカス・ドラモン（リオ）とマルセロ・フェッラーリ（サンパウロ）が務めた。

### イギリス・アイルランドツアー
2014年7月23日のリーズ・グランド・シアターを皮切りに、イギリスとアイルランドを巡るツアーが開催された。ディーン・チスナルは、ウエストエンドでファークワッド卿を演じたナイジェル・ハーマンの指揮のもと、シュレック役を繰り返し演じた。2014年2月にカンパニーの全容が発表され、フィオナ役に『キューティ・ブロンド』のフェイ・ブルックス、ファークァード卿役にジェラルド・キャリー、ドンキー役にイドリス・カーグボ、ドラゴン役にキャンディス・ファーバート、ピノキオ役にウィル・ハスウェルが務めることが決定した。2015年7月8日、ツアーのキャスト変更が行われ、ブルックスからフィオナ役をアンサンブルメンバーのブロンテ・バーベが引き継いだ。ツアーは2016年2月20日に幕を閉じた。
2017年12月、エディンバラ・プレイハウスにてイギリス・アイルランドツアーが続行された。ナイジェル・ハーマンが再びツアーを指揮した。ツアーは少なくとも2019年1月まで実施される予定だった。2017年11月に全キャストが発表された。Xファクターのスター、アメリア・リリーと『コール・ザ・ミッドワイフ ロンドン助産婦物語』のローラ・メインがフィオナを演じ、ファークアード卿役のサミュエル・ホームズ、シュレック役のステファン・ハリ、ドンキー役のマーカス・アイトンが出演した。

### オーストラリアツアー（2020年）
2020年の初めにシドニー・リリックで初演が行われた後、メルボルンのハー・マジェスティーズ・シアターとブリスベンのクイーンズランド・パフォーミング・アーツ・センターを巡回した。シュレック、フィオナ、ドンキー、ファークアード卿、ドラゴン、ピノキオ、ジンジャーブレッドマンは、今回のツアー開始時にそれぞれベン・ミンゲイ、ルーシー・デュラック、ナット・ジョーブ、トッド・マッケニー、カレブ・バインズ、マーシャ・ハインズ、マノン・ガンダーソン・ブリッグスが務めた。

### 海外公演
海外でも様々なプロダクションがあるが、いずれもブロードウェイやウエストエンドの公演を模倣したものではない。上演している国は、イスラエル（2010年）、ポーランド・グディニャ（2011年 - 2013年）、スペイン・マドリード（2011 - 2012年）、フランス・パリ（2012年）、ブラジル・サンパウロ（2012年）、イタリア（2012年）、オランダ（2012年）、メキシコ、スペイン（2014年）、ドイツ・ベルリン（2014年 - 2015年）、アルゼンチン（2015年 - 2016年）である。

### 日本トライアウト公演（2022年）
2022年5月、8月15日 - 28日に東京建物 Brillia HALLにて日本でのトライアウト公演の上演が決定し、出演する全てのキャストをオーディションで選出することが発表された。翻訳・訳詞は小島良太、演出・振付は岸本功喜が担当した。
同年7月には、キャストと公演詳細が発表された。1300通を超える応募の中からシュレック役はspi、フィオナ役は福田えり、ドンキー役は吉田純也、ファークアード卿役は泉見洋平が務めることが決定した。さらに、ジンジャーブレッドマン役に岡村さやか、ドラゴン役に須藤香菜、ピノキオ役に新里宏太が務めた。また、応援サポーターとしてハリセンボンの近藤春菜の就任した。
公演関係者に体調不良者、発熱者が確認されたため、8月18日18時公演から8月24日までの公演を中止した。また、この期間中にシュレック役のspiが新型コロナウイルスへ感染したことがわかった。8月25日13時公演より再開されたが、シュレック役はオオカミ役の鎌田誠樹が、オオカミ役は3匹のこぶた、デュロック、他役の岩﨑巧馬が務めることとなり、spiの公演への復帰は叶わなかった。

### 日本公演（2023年）
2023年7月8日 - 7月30日に東京建物 Brillia HALLにてフルバージョンを上演。トライアウト公演に続き、シュレック役はspi、フィオナ役は福田えり、ドンキー役は吉田純也、ファークアード卿役は泉見洋平が務めた。

## 封切り

### オーケストラ
オーケストラには、ベースギター奏者1名、トランペット奏者1名、トロンボーン奏者1名、ギター奏者2名、ドラマー1名、バイオリン奏者2名、リード奏者2名、ホルン奏者1名、キーボード奏者2名、チェロ奏者、パーカッション奏者1名が所属している。ギタリストは、ウクレレ、マンドリン、エレキギター、アコースティックギターでダブル演奏する。トランペッターはフリューゲルホルンとピッコロトランペットを兼任している。トロンボーン奏者はテナートロンボーンとバストロンボーンを兼任している。ベースは、アップライトベース、エレクトリックベース、5弦ベースを兼任しています。ファーストリードは、アルトサックス、クラリネット、フルート、ピッコロを兼ねる。2枚目のリードは、ソプラノサックス、バリトンサックス、テナーサックス、フルート、バスクラリネット、クラリネットを兼ねる。
ブロードウェイのオリジナル編成では、トランペット1名、トロンボーン／チューバ1名、バイオリン2名、チェロ1名、リード2名が追加され、アコースティックベース1名が追加された。この編成では、ファーストリードがピッコロ、フルート、リコーダーを兼任している。2枚目のリードはオーボエ、イングリッシュホルン、クラリネット、アルトサックスを兼ねる。第3リードは、フルート、クラリネット、バスクラリネット、ソプラノサックス、テナーサックスを兼ねる。第4リードは、クラリネット、ファゴット、バリトンサックスを兼ねる。

### 楽曲
ブロードウェイのオリジナル・キャスト・レコーディングは2009年1月12日に録音され、2009年3月24日にデッカ・ブロードウェイ・レコーズから発売された。このアルバムは、ビルボードのトップ・キャスト・アルバム・チャートで1位、ビルボード200で88位を獲得した。「I'm a Believer」は2009年10月2日に追加されたばかりなので、初回収録では紹介されていない。その後、2009年11月17日に発売された「Highlighted Cast Recording」に収録された。2009年12月4日、グラミー賞の候補が発表され、キャスト録音はベスト・ミュージカル・ショー・アルバムにノミネートされた。
「Donkey Pot Pie」（ブロードウェイのオリジナル・キャスト・レコーディングに収録）は、今後のプロダクションからカットされ、「Forever」に置き換わった。この曲は2011年にiTunesで配信が開始された。全米ツアーのシカゴ公演のライブで収録されたもので、キャリー・コンパー（ドラゴン役）とアラン・ミンゴ・ジュニア（ドンキー役）が出演している。
ロンドンのオリジナル・キャストはプロモーション用に「I'm a Believer」のシングルを録音している。
2011年8月から9月にかけて、マドリードのキャストによるスペイン語のオリジナル・キャスト・レコーディングが行われ、9月にリリースされた。スペイン盤には、後に追加された「Forever」「I'm a Believer」、ブロードウェイ録音とは異なるオーケストレーション、全国ツアー用に作られたアレンジメントが収録されている。

### ホームメディア
2009年10月、ジェフリー・カッツェンバーグは、ブロードウェイ公演がDVD化される可能性があるとして、その収録を発表した。しかし、全国ツアーやウエストエンド公演がかなり長引いたため、この構想は保留になった。2013年7月19日、全国ツアーとウエストエンド公演の閉幕に伴い、Amazon.comは、2013年9月17日に映像化された公演をインスタントビューイングで提供することを確認した。また、2013年10月15日より「Kindle Fire HD、Xbox 360、PlayStation 3、RokuなどのHD対応機器で再生できるようにHDで提供されるようになった。また、2014年1月にはNetflix Streamingにてホームビデオ版の配信が開始された。また、同日にDVD、Blu-ray、デジタルダウンロードも発売された。この公演は、いくつかのライブパフォーマンスと、観客を入れずに撮影したパフォーマンスを編集したものである。オリジナルの主要キャストはもちろん、ブロードウェイで活躍した過去の出演者も登場した。また、替え歌の「Forever」ではなく、「Donkey Pot Pie」を残しているのも特徴である。

## 作品の評価
批評家から賛否両論の評価を得ている。ベン・ブラントレーはニューヨーク・タイムズに次のように書いている。「シュレックは悪くない。人間嫌いのグリーン・オーガが愛を学ぶタイトル・キャラクターを演じる才能豊かなジェームズは、パッドと人工装具に囲まれている……。邪悪で精神的に傷ついたファークワード卿を演じるクリストファー・シーバーは、膝をついて歩くことを要求され、その前に小さな偽物の脚がぶら下がっている。最初は面白い光景のギャグだが、すぐに引きずる」。彼は、サットン・フォスターを「インスピレーションに溢れた、責任感の強いミュージカル・コメディアンだ。フォスターさんは、本物の完全なキャラクターを作りながら、古典的なミュージカル・コメディの動きを馬鹿にしたり、喜んだりすることを同時にやってのける。」と称賛している。

### 受賞歴

#### ブロードウェイ公演
| 年     | 授賞式   | カテゴリー                 | 受賞者                                                             | 結果       | 脚注   |
| ------ | -------- | -------------------------- | ------------------------------------------------------------------ | ---------- | ------ |
| 2009年 | トニー賞 | ミュージカル作品賞         | ミュージカル作品賞                                                 | ノミネート | [ 33 ] |
| 2009年 | トニー賞 | ミュージカル脚本賞         | デヴィッド・リンゼイ＝アベアー                                     | ノミネート | [ 33 ] |
| 2009年 | トニー賞 | オリジナル楽曲賞           | ジーイーン・テオーリ（作曲）デヴィッド・リンゼイ＝アベアー（作詞） | ノミネート | [ 33 ] |
| 2009年 | トニー賞 | ミュージカル主演男優賞     | ブライアン・ダーシー・ジェームズ                                   | ノミネート | [ 33 ] |
| 2009年 | トニー賞 | ミュージカル主演女優賞     | サットン・フォスター                                               | ノミネート | [ 33 ] |
| 2009年 | トニー賞 | ミュージカル助演男優賞     | クリストファー・シーバー                                           | ノミネート | [ 33 ] |
| 2009年 | トニー賞 | 編曲賞                     | ダニー・トルーブ、ジョン・クランシー                               | ノミネート | [ 33 ] |
| 2009年 | トニー賞 | ミュージカル衣装デザイン賞 | ティム・ハトリー                                                   | 受賞       | [ 33 ] |

#### ロンドン公演
| 年     | 授賞式                   | カテゴリー           | 受賞者               | 結果       | 脚注   |
| ------ | ------------------------ | -------------------- | -------------------- | ---------- | ------ |
| 2012年 | ローレンス・オリヴィエ賞 | 新作ミュージカル賞   | 新作ミュージカル賞   | ノミネート | [ 34 ] |
| 2012年 | ローレンス・オリヴィエ賞 | 最優秀主演男優賞     | ナイジェル・リンゼイ | ノミネート | [ 34 ] |
| 2012年 | ローレンス・オリヴィエ賞 | 最優秀助演俳優賞     | ナイジェル・ハーマン | 受賞       | [ 34 ] |
| 2012年 | ローレンス・オリヴィエ賞 | 最優秀衣装デザイン賞 | ティム・ハトリー     | ノミネート | [ 34 ] |